# Galo-da-serra
O galo-da-serra (Rupicola rupicola), também conhecido como galo-da-rocha e galo-da-serra-do-pará, é uma ave passeriforme da família Cotingidae.

## Habitat
Ocorre em regiões montanhosas e florestais do extremo Norte do Brasil, nos Estados do Amazonas, Pará, Roraima, nas regiões sul e sudoeste da Guiana, sul da Venezuela, Suriname e Guiana Francesa e leste da Colômbia. Chegam a medir até 28 cm de comprimento; os machos possuem exuberante plumagem alaranjada, uma proeminente crista em forma de meia-lua que cobre o bico. As fêmeas, por sua vez, possuem plumagem marrom-escura com crista menos evidente. 
Vive e habita as florestas escarpadas entrecortadas por igarapés e pequenos cursos d´água.

## Acasalamento

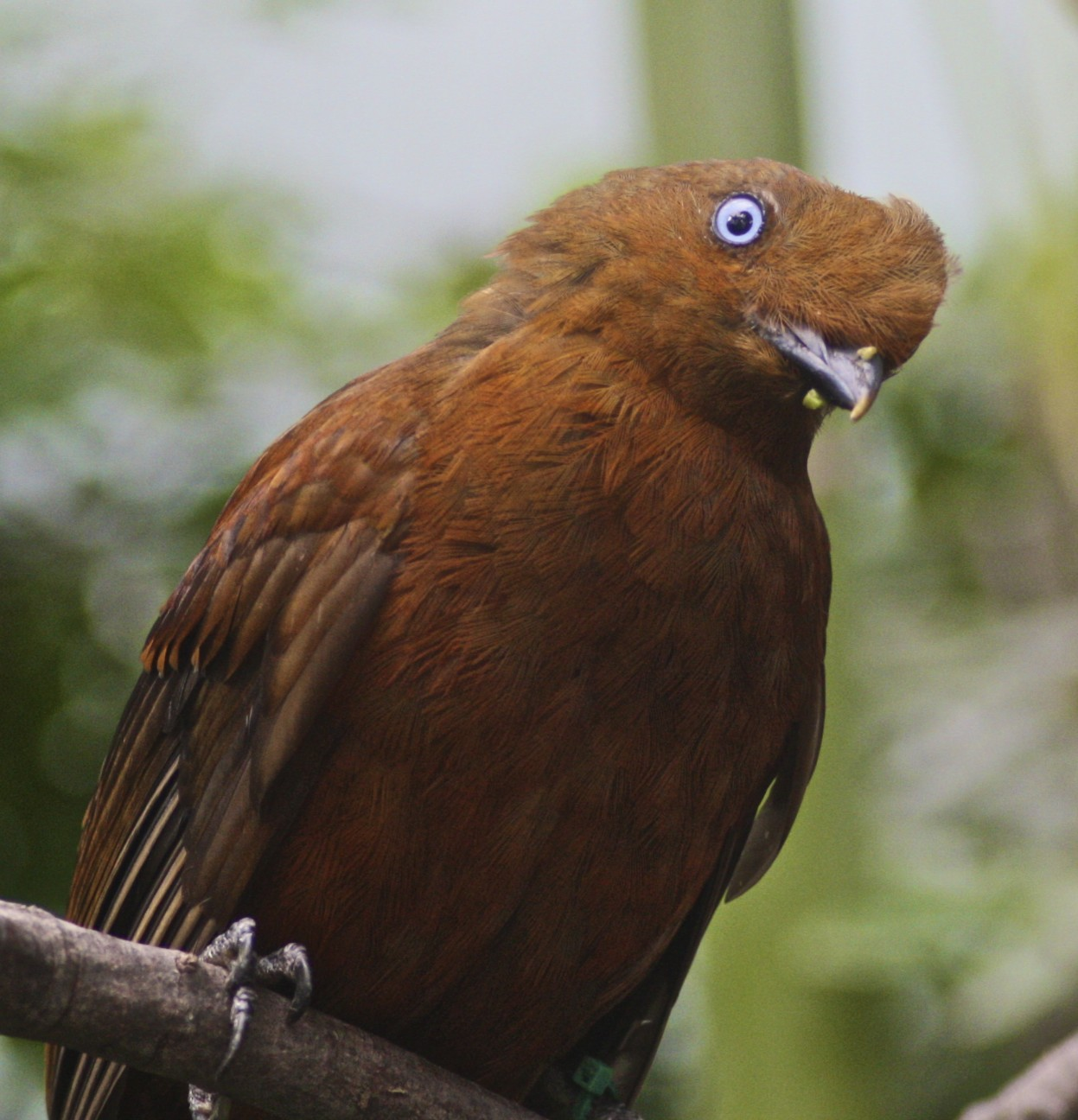
Rupicola peruvianus fêmea em cativeiro no Zoológico de San Diego, EUA.

O ritual para a escolha dos pares é um espetáculo extraordinário. Na época reprodutiva os machos se agregam formando os leques. As arenas, local onde os machos fazem displays, são compostos por pequenas clareiras que são abertas involuntariamente por eles, durante as exibições individuais. Os machos descem para as clareiras onde são feitos os cortejos e as exibições não ocorrem ao mesmo tempo, devendo haver alguma hierarquização entre eles que determina quem é o primeiro. Não ocorre exibição de mais de um macho ao mesmo tempo. As fêmeas tem aparições relâmpagos e a presença delas determina o ritmo de atividade dos machos. O macho que se apresenta, salta alternadamente em círculo, em sentido horário emitindo fortes chamados e exibe as penas da cauda e as filigranas para a fêmea que o assiste. Quando a fêmea "simpatiza" com o macho que se exibe, rapidamente ela desce até a clareira e é copulada por ele, evento que ocorre em fração de segundos, então a fêmea parte. Nem sempre os machos, que são polígamos, se exibem com sucesso cortejando a fêmea.
A fêmea bota um a dois ovos brancos com pintas marrons. O ninho em forma de tigela é feito de lama, gravetos, fibras vegetais e resina vegetal, instalado em fendas úmidas de penhascos rochosos e entradas de grutas, geralmente localizados próximo a um curso d'dágua. O macho não tem participação na construção do ninho, na incubação dos ovos e nem na alimentação da prole.

## Alimentação
Sua dieta é principalmente a base de frutas e com isso desempenham um papel importante na dispersão das sementes de várias espécies de árvores florestais, principalmente nos locais onde são feitas os cortejos pré-nupciais e nos ninhos. Além de frutos, ele inclui na dieta insetos e pequenos vertebrados, principalmente na alimentação dos filhotes no ninho.

## Predadores
Os predadores naturais do galo-da-serra incluem as seguintes espécies: gavião-de-penacho (Spitzaetus ornatus), uiraçu-falso (Morphnus guianensis), gavião-branco (Leucopternis albicollis), gavião-preto (Buteogallus urubitinga), gavião-bambachinha-grande (Accipiter bicolor), gavião-relógio (Micrastur semitorquatus), onça-pintada (Panthera onca), puma ou suçuarana (Puma concolor), jaguatirica (Leopardus pardalis) e a jiboia-constritora (Boa constrictor). Os galos-da-serra constituem alvos fáceis de predadores terrestres quando estão no solo da mata, cortejando fêmeas. Já predadores aéreos como os gaviões costumam atacá-los nas imediações das arenas.
Apesar de ser comum encontrá-lo na região em que habita e ser apreciado por colecionadores de pássaros de gaiolas, o galo-da-serra é avaliado como "Pouco Preocupante" na Lista Vermelha de espécies ameaçadas da IUCN.